# Hanna (Alberta)
Hanna es un pueblo situado en la zona este de la provincia de Alberta, en Canadá.

## Demografía y economía
En 2006 Hanna contaba con una población de 2847 personas, cifra que muestra un decrecimiento de la población de un 4.7% con respecto al año 2001.
Las principales fuentes de ingresos del pueblo son la agricultura, la extracción de carbón y petróleo y el turismo.

## Gobierno
El alcalde del pueblo actualmente es Mark Nikota.

## Residentes famosos
Algunos residentes famosos de Hanna son:
- Shirley McClellan, diputado y Ministro de Finanza.
- Marjorie Willison, locutora de radio.
- Rhodes Scholar, ingeniero que trabajó para Avro Arrow y para la NASA.
- La popular banda de rock Nickelback.
- Y un buen número de jugadores de hockey sobre hielo, incluyendo al Hall of Fame de la NHL Lanny McDonald.